# Megvédtem egy asszonyt
A Megvédtem egy asszonyt 1938-ban bemutatott fekete-fehér magyar romantikus filmvígjáték Ráthonyi Ákos rendezésében.

## Cselekmény
Helyszín: Budapest

Kor: 1930-as évek
Bory Péter egy sörözőben védelmére kel egy ismeretlen asszonynak, Bakosnénak, akivel féltékeny férje erőszakoskodik. Az eset bekerül a pletykalapokba olyan formában, hogy Péter előzőleg már ismerte a hölgyet. 
A férj párbajra hívja Pétert, és a karddal vívott párbajban megsérül. Bakosné Maca a válóperes tárgyaláson azt vallja, hogy Péter az udvarlója volt. Péternek a barátai is azt tanácsolják, meg kell hogy védenie az asszony becsületét. Az ügyvédnő is besegít, hogy a párost összehozza, így Péter végül megkéri Maca kezét.

## Szereplők
- Bakosné, Maca: Lázár Mária
- Bory Péter, mérnök: Páger Antal
- Boryné, Klára néni: Vizváry Mariska
- Dr. Veress István, ügyvéd: Boray Lajos
- Judit, a feleség: Mezey Mária
- Horváth Dezső huszár tiszt: Ajtay Andor
- Horváth Dezső felesége: Kovács Terus
- Zizi, a lányuk: Donáth Ágnes
- Bakos Kázmér: Mihályffy Béla
- Tanú a bíróságon: Gobbi Hilda
- Pincérnő: Fónay Márta
- Hajós Elemér: Vizy Béla
- Tompa József: Vendrey Ferenc
- Bakos ügyvédje: Vándory Gusztáv
- Szerelmes pár az Apostolokban: Szabó Dezső, Kéry Panni
- Párbajsegédek: Z. Molnár László, Gonda György
- Borbély: Pethes Ferenc
- Bíró: Harasztos Gusztáv
- Iroda szolga: Misoga László
- Fiatal vendég az Apostolokban: Zákonyi Sándor
- Bíróságon az asszonyok: Orbán Viola, Hídvéghy Valéria, Buttykay Emmi, Szemlér Mária, Hahnel Aranka, Náday Ferenc, Somody Kálmán

## Egyéb információ
A film kópiája az idők során megsérült, töredékesen maradt fenn.